# Deuda de sueño

Efectos principales de la privación del sueño, los cuales indican el deterioro del mantenimiento normal de sueño.

La “deuda” de sueño o privación de sueño es un efecto acumulativo debido a no dormir lo suficiente. Una falta excesiva de sueño puede provocar un agotamiento tanto físico como mental. 
Existen dos tipos de privación del sueño; privación parcial del sueño y privación total del sueño. La primera ocurre cuando una persona o un animal de laboratorio tiene periodos cortos de sueño (duerme en periodos cortos) por varios días o semanas. Por otro lado, la privación total del sueño equivale a estar despierto por días o semanas.[cita requerida] La comunidad científica debate sobre las características de la privación del sueño y no es considerada como un trastorno.

## Debate científico
Existe un debate entre investigadores en cuanto a si el concepto de deuda de sueño describe un fenómeno mensurable o no. La publicación de septiembre de 2004 de la revista Sleep contuvo el debate de dos principales investigadores del sueño, David F. Dinges and Jim Horne.[cita requerida]
Un experimento realizado en 1997 dirigido por psiquiatras de la Escuela de Medicina de la Universidad de Pensilvania propuso que la falta de sueño afecta durante el día causando somnolencia, particularmente en el primer, segundo, y séptimo día de privación del sueño.
En un estudio, un cierto número de sujetos se sometieron a prueba usando el “psychomotor vigilance task (PVT)”. Distintos grupos de personas probaron con diferentes horas de sueño durante dos semanas: 8 horas, 6 horas, 4 horas, y por último privación de sueño total (vigilia). Cada día fueron probados por el número de lapsos en el PVT. Los resultados mostraron que conforme pasaba el tiempo, el rendimiento de cada grupo empeoraba, sin señales de punto de parada alguno. Se encontró que la privación del sueño moderada era perjudicial; la gente que duerme 6 horas por la noche por 10 días obtiene resultados similares a aquellos que estuvieron completamente privados del sueño durante 1 día. [cita requerida]

## Evaluación
La privación del sueño ha sido evaluada en una serie de estudios a través del uso de la prueba de latencia de sueño (sleep onset latency).  Esta prueba trata de medir qué tan fácilmente una persona puede quedarse dormida. Cuando este test es hecho varias veces durante el día, se le llama latencia múltiple de sueño (TLMS). Se le dice al sujeto que vaya a dormir y se le despierta después de determinar la cantidad de tiempo que tardó en dormirse. La Escala de somnolencia Epworth (ESS), un cuestionario de ocho preguntas con puntuaciones que van de 0 a 24, es otra herramienta utilizada para la detección del déficit potencial del sueño. 
En un estudio de enero de 2007 de la Universidad Washington en St. Louis se sugiere que pruebas de saliva de la enzima amilasa podrían ser utilizadas para indicar el déficit de sueño, dado que la enzima incrementa su actividad en correlación con la longitud de tiempo que una persona ha sido privada del sueño.
Recientemente se ha encontrado que el control de la vigilia está fuertemente influenciado por la proteína orexina, recién descubierta. Un estudio de 2009 de la Universidad Washington en St. Louis ha descubierto conexiones importantes entre el déficit de sueño, la orexina, y el beta-amiloide, con la sugerencia de que el desarrollo de la enfermedad de Alzheimer podría ser hipotéticamente un resultado del déficit crónico de sueño o de demasiados periodos largos de vigilia.

## Sociedad
La revista National Geographic ha informado que las exigencias del trabajo, actividades sociales, y la disponibilidad de 24 horas de entretenimiento en casa y acceso a Internet han hecho que la gente duerma menos ahora que en épocas premodernas. USA Today  reportó en 2007 que la mayoría de los adultos en los EE. UU. duermen alrededor de una hora menos que el tiempo promedio de sueño hace 40 años.
Otros investigadores han puesto en duda estas afirmaciones. Una publicación del 2004 de la revista Sleep declaró que de acuerdo a los datos disponibles, el promedio de horas de sueño en un periodo de 24 horas no ha cambiado significativamente en las últimas décadas en el caso de los adultos. Por otra parte, la editorial sugiere que hay un rango de tiempo de sueño normal requerido para adultos sanos, y muchos de los indicadores utilizados para sugerir la somnolencia crónica en la población no responden a dicha observación científica.
Una comparación de los datos obtenidos en el Bureau of Labor Statistics (Oficina de Estadísticas Laborales de EE. UU.) por medio de la American Time Use Survey de 1965-1985 y 1998-2001 se utilizó para demostrar que la cantidad media de sueño, siesta, y descanso del adulto estadounidense promedio ha cambiado menos de 0,7%, de una media de 482 minutos por día a partir de 1965 hasta 1985, a 479 minutos por día a partir de 1998 hasta el año 2001.